# Carex argyrantha
Carex argyrantha là một loài thực vật có hoa trong họ Cói. Loài này được Tuck. ex Boott mô tả khoa học đầu tiên năm 1862.